# Ulica Dajwór w Krakowie
Ulica Dajwór – ulica w Krakowie, w dzielnicy I Stare Miasto, na Kazimierzu.
Łączy ulicę Starowiślną z ulicą św. Wawrzyńca. Jest jednojezdniowa.

## Historia
Niegdyś w okolicach ulicy znajdował się folwark, który w 1640 wydzierżawił Marcin Dajwór. W tamtym czasie w miejscu ulicy biegła droga do folwarku, biegnąca wzdłuż murów Kazimierza od strony wschodniej i nosiła nazwę Droga do Dajwora. 
W 1620 roku przy ulicy wybudowano Synagogę Popera. W trakcie II wojny światowej została ona zdewastowana, a ludność żydowską mieszkającą przy ulicy przesiedlono do getta w Podgórzu. Po zakończeniu działań wojennych synagogę odbudowano.
Ulica została w obecnym kształcie wytyczona w latach czterdziestych XIX wieku, a w latach osiemdziesiątych XIX wieku regulując tę część miasta nazwano tę drogę ul. Wałową, jednak ludzie dalej tradycyjnie nazywali ją ul. Dajwór. Z czasem władze miasta oficjalnie zatwierdziły nazwę ul. Dajwór. 
W latach dziewięćdziesiątych XIX wieku przy ulicy wybudowano cegielnię, znaną z wyrobu wysokiej jakości dachówek w mieście. Ulicą przebiega torowisko tramwajowe.

## Zabudowa
- ul. Dajwór (ul. Szeroka) – średniowieczny mur obronny Kazimierza, 1340[a].
- ul. Dajwór 1 (ul. Szeroka 16) – Synagoga Poppera, 1620.
- ul. Dajwór 2 (ul. Starowiślna 77) – kamienica. Projektował Samuel Singer, 1927.
- ul. Dajwór 3 – kamienica. Projektował Abraham Abramowicz, 1924.
- ul. Dajwór 4 – kamienica, 1887.
- ul. Dajwór 5 – kamienica. Projektował Zygmunt Prokesz, 1927.
- ul. Dajwór 6 – kamienica, 1890.
- ul. Dajwór 10 – hala fabryki maszyn „Molitor”, XX wiek.
- ul. Dajwór 14–16 – kamienica, 1910[b].
- ul. Dajwór 18– budynek, 1931.
- ul. Dajwór 19 – kamienica. Projektował Zygmunt Prokesz, 1924.
- ul. Dajwór 20 (ul. św. Wawrzyńca 24) – kamienica, XIX wiek.
- ul. Dajwór 23 – kamienica, 1900.
- ul. Dajwór 25 (ul. św. Wawrzyńca 22) – kamienica, XIX wiek.
- ul. Dajwór 27 (ul. św. Wawrzyńca 19–25) – elektrownia miejska. Projektował Jan Rzymkowski, Franciszek Mączyński, 1904–1908.

Opracowano na podstawie źródła: Gminnej ewidencji zabytków – Kraków.

## Galeria

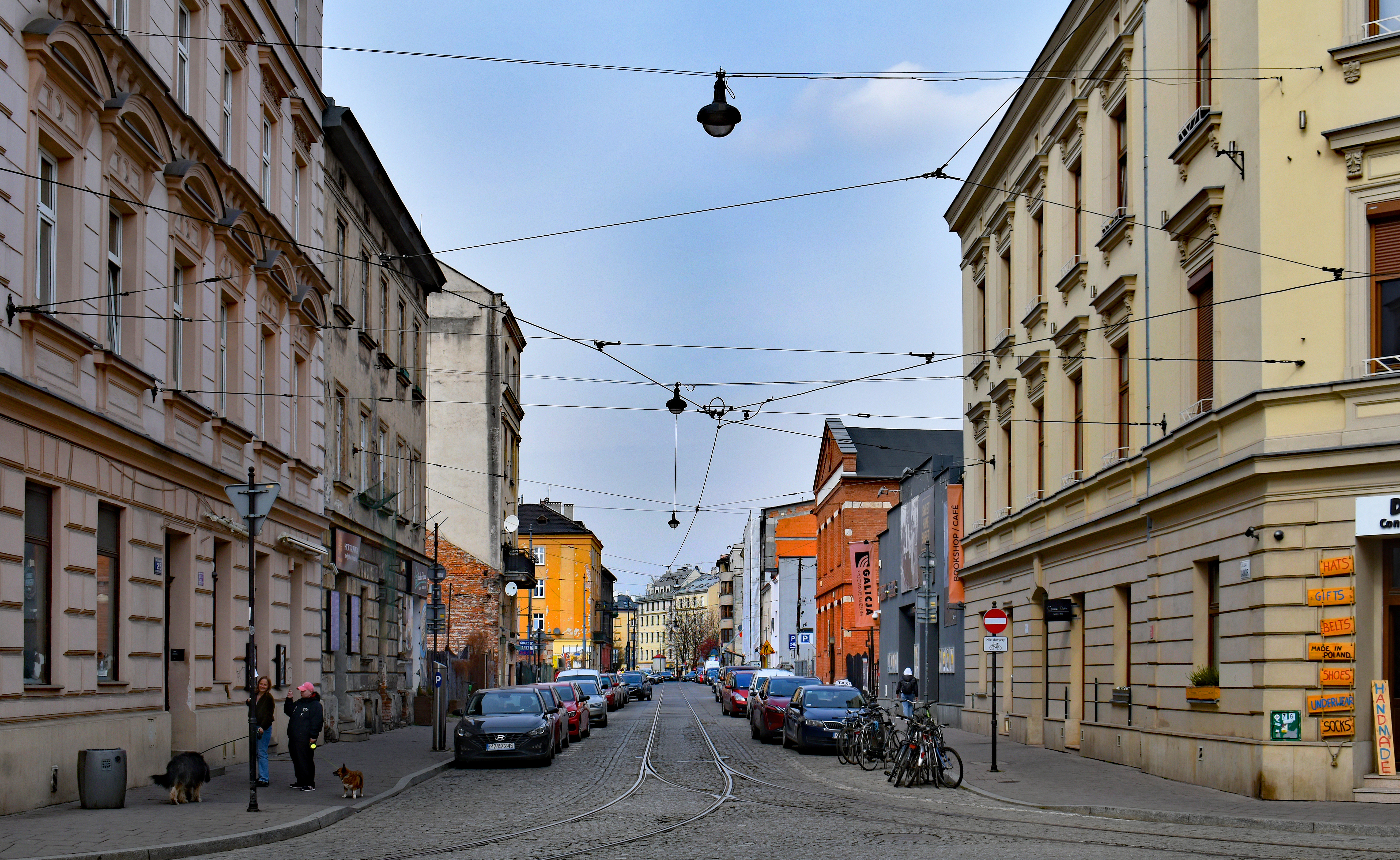
Widok z ul. św. Wawrzyńca